# Fletcher FBT-2
Fletcher FBT-2 là một loại máy bay huấn luyện quân sự của Hoa Kỳ trong thập niên 1940. Dù nó không được sử dụng làm máy báy huấn luyện, nhưng lại được dùng làm bom có điều khiển.

## Biến thể
- FBT-2 – máy bay huấn luyện
  - CQ-1 – máy bay không người lái
- PQ-11 – bia bay
  - BG-1 – bom lượn với đầu nổ nặng 2.000 lb (900 kg)

## Quốc gia sử dụng
Hoa Kỳ
- Không quân Lục quân Hoa Kỳ

## Tính năng kỹ chiến thuật (FBT-2)
Đặc điểm tổng quát
- Kíp lái: 2
- Chiều dài: 23 ft 3 in (7.09 m)
- Sải cánh: 30 ft 0 in (9.14 m)
- Động cơ: 1 × Wright R-760-E2, 285 hp (212 kW)

Hiệu suất bay
- Vận tốc cực đại: 175 mph (280 km/h)
- Tầm bay: 540 dặm (870 km)
- Trần bay: 19.000 ft (5.800 m)